# École d’Été de Probabilités de Saint-Flour

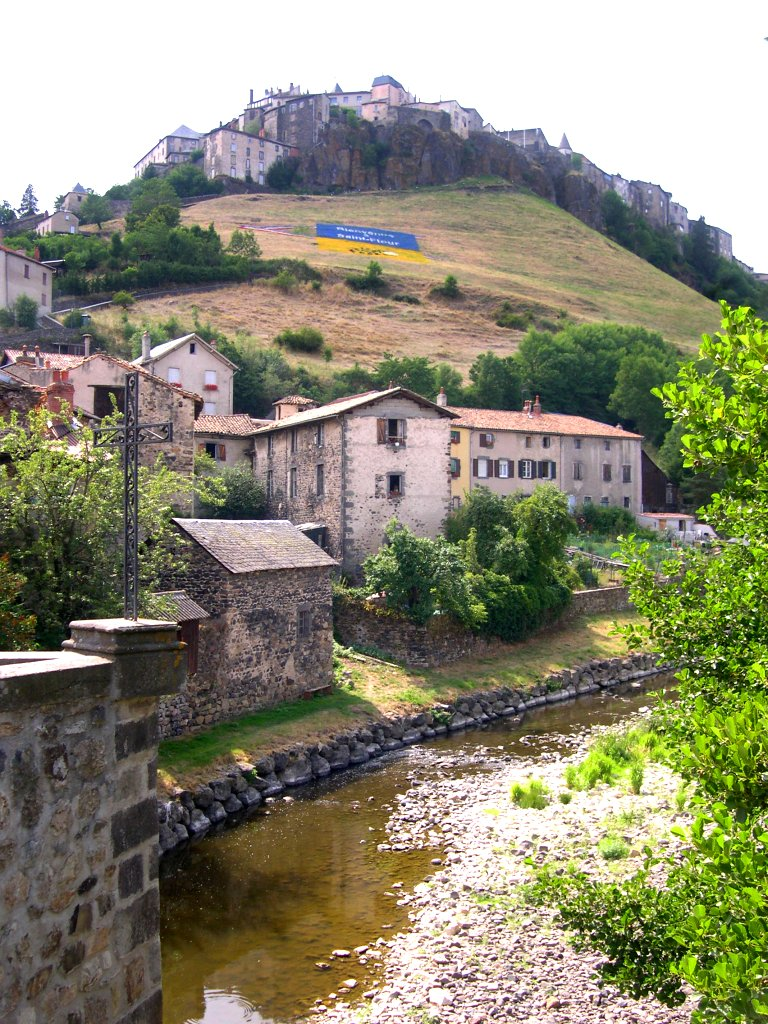
Saint-Flour

Die École d'Été de Probabilités de Saint-Flour (Englisch: Probability Summer School Saint-Flour) ist eine seit 1971 bestehende jährliche Sommerschule für Wahrscheinlichkeitstheorie und Statistik an der Universität Clermont–Ferrand und findet in Saint-Flour statt. Sie ist weltweit die renommierteste Kursveranstaltung auf diesem Gebiet. Sie wird organisiert vom Laboratoire de Mathématiques Blaise Pascal (LMBP, UMR 6620) der Universität Clermont–Ferrand und des CNRS, unterstützt von der European Mathematical Society. Sie richtet sich an Doktoranden und Wissenschaftler des Fachgebiets und hat fortgeschrittenes Niveau. Es gibt meist drei Hauptkurse. Die Vorlesungen werden in den Lecture Notes in Mathematics (LNM) von Springer veröffentlicht. Sie werden seit 2018 auch auf Youtube online gestellt. Neben den Kursen gibt es kürzere Vorlesungen und Vorträge sowie Poster, in der die Teilnehmer über ihre Forschungsarbeit präsentieren können, wissenschaftlichen Austausch und Diskussionen. Die Sommerschule findet meist rund zweieinhalb Wochen im Juli statt, fand aber auch schon im August/Anfang September statt und war auch schon drei Wochen lang.
Es gibt bis zu 100 Teilnehmer. Die Vortragenden werden durch ein internationales Gremium von Wissenschaftlern, die meist schon dort Sommerkurse gehalten haben, ausgewählt und stehen meist schon 2 Jahre vorher fest. Die Kursvorlesungen finden gewöhnlich am Vormittag statt, Präsentationen am frühen Nachmittag.

## Geschichte
Die Gründung des Seminars erfolgte in einer Zeit der Reform und des raschen Ausbaus der französischen Universitäten. Die Assistenten und Dozenten wollten für die aktive Forschung international bekannte Wissenschaftler einladen, wozu sich die Sommerpause anbot, in der die Familien die Teilnehmer begleiten konnten. Die Atmosphäre war dementsprechend anfangs sehr familiär, was aber später zunehmend zurückgedrängt wurde. Wegen der Hitze im Juli in Clermont-Ferrand wollte man in einen nahen Bergort (Höhe 900 m) ausweichen und wählte das Maison des Planchettes in Saint-Flour, das bis in die 1950er Jahre eine Ausbildungsstätte für Priester war und danach als Heim genutzt wurde. An die Vergangenheit des aus dem 18. Jahrhundert stammenden Gebäudes erinnert noch eine benachbarte Kapelle und eine alte Bibliothek. Die erste Sommerschule mit 36 Teilnehmern organisierten die Mathematikprofessoren in Clermont-Ferrand Paul-Louis Hennequin (1930–2022) und Albert Badrikian (1933–1994). Letzterer war die treibende Kraft in der Anfangsphase, organisierte die Sonntagsausflüge und verunglückte 1994 kurz nach der Sommerschule auf dem Bosson-Gletscher tödlich. Hennequin und Baldrikian wurden von Jacques Neveu in Paris unterstützt, einem einflussreichen Vertreter der Erneuerung der Stochastik in Frankreich nach dem Zweiten Weltkrieg, der einen großen Einfluss in den Anfangsjahren auf die Sommerschule hatte. So soll auf seinen Einfluss hin die Sommerschule 1976 auf Ende August gelegt worden sein, da er nur dann Zeit hatte. Inzwischen findet sie aber stets im Juli statt. Nach Hennequin war Pierre Bernard der Organisator und danach ab 2011 Jean Picard.
Nur Xavier Fernique und Paul-André Meyer hielten in den Anfangsjahren zwei Kurse ab, später durfte jeder Vortragende im Lauf seiner Karriere nur einen Kurs halten. Unter den Dozenten sind (Stand 2019) drei Fields-Medaillisten (Cédric Villani (Vortrag 2005, Fields-Medaille 2010), Wendelin Werner (Vortrag 2002, Fields-Medaille 2006), Martin Hairer (Fields-Medaille 2014, vorher im selben Jahr hielt er seinen Vortrag in Saint-Flour)), einer erhielt den Abel-Preis (S. R. S. Varadhan), und fast alle Träger des Loève-Preises sind vertreten (außer Oded Schramm und Alexei Borodin), bis 2019 insgesamt elf.
2020 ist das Organisationskomitee: Christophe Bahadoran, Arnaud Guillin, Hacène Djellout.

## Verzeichnis der Kurse
Falls sie veröffentlicht wurden, ist die Publikation – meist Lecture notes in mathematics (LNM) – und die Seitenzahl angegeben.

### 1971 bis 1979
- 1971 (Nr. I): Jean Bretagnolle, Processus a accroissements indépendants (LNM 307, Springer 1973, S. 1–26), Srishti Dhar Chatterji (1935–2017), Les martingales et leurs applications analytiques (LNM 307, S. 27–164), Paul-André Meyer, Présentation des processus de Markov (LNM 307, S. 165–198), Claude Dellacherie, Théorie générale des processus.
- 1972 (Nr. II): Serge Dubuc, Processus en cascade, Gopinath Kallianpur: Processus gaussiens et questions annexes, J. P. Keane: Transformations ergodiques des espaces de probabilité.
- 1973 (Nr. III, LNM 390, Springer 1974): Paul-André Meyer, Transformation des processus de Markov (S. 1–36), Pierre Priouret, Processus de diffusion et équations différentielles stochastiques (S. 37–113), Frank L. Spitzer, Introduction aux processus de Markov a paramètre dans {\displaystyle \mathbb {Z} _{n}} (S. 114–189)
- 1974 (Nr. IV, LNM 480, Springer 1975): Xavier Fernique, Régularité des trajectoires des fonctions aléatoires gaussiennes (S. 1–96), Jean-Pierre Conze, Systemes topologiques et métriques en théorie ergodique (S. 97–187), Joe Gani, Processus stochastiques de population (notes rédigées par Mme. J. Badrikian) (S. 189–293)
- 1975 (Nr. V, LNM 539, Springer 1976): Albert Badrikian, Prolégomènes au calcul des probabilités dans les Banach (S. 1–166), John Frank Charles Kingman, Subadditive processes (S. 167–223), James Kuelbs, The law of the iterated logarithm and related strong convergence theorems for Banach space valued random variables (S. 224–314)
- 1976 (Nr. VI, LNM 598, Springer 1977): Jørgen Hoffmann-Jørgensen, Probability in Banach space (S. 1–186), Thomas M. Liggett, The stochastic evolution of infinite systems of interacting particles (S. 187–248), Jacques Neveu, Processus ponctuels (S. 249–445)
- 1977 (Nr. VII, LNM 678, Springer 1978): Didier Dacunha-Castelle, Vitesse de convergence pour certains problèmes statistiques (S. 1–172), Herbert Heyer, Semigroupes de convolution sur un groupe localement compact et applications a la théorie des probabilités (S. 173–236), Bernard Roynette, Marches aléatoires sur les groupes de Lie (S. 237–379)
- 1978 (Nr. VIII, LNM 774, Springer 1980): Robert Azencott, Grandes déviations et applications (S. 1–176), Yves Guivarc'h, Quelques propriétés asymptotiques des produits de matrices aléatoires (S. 177–250), Richard Gundy, Inégalités pour martingales à un et deux indices: l'espace {\displaystyle H_{p}} (S. 251–334)
- 1979 (Nr. IX, LNM 876, Springer, 1981): Peter John Bickel, Quelques aspects de la statistique robuste (S. 1–72), Nicole El Karoui: Les aspects probabilistes du contrôle stochastique (S. 73–238), Marc Yor, Sur la théorie du filtrage (S. 239–280)

### 1980 bis 1989
- 1980 (Nr. X, LNM 929, Springer, 1982): Jean-Michel Bismut, Mécanique aléatoire (S. 1–100), Leonard Gross, Thermodynamics, statistical mechanics and random fields (S. 101–204), Klaus Krickeberg, Processus ponctuels en statistique (205–313)
- 1981 (Nr. XI, LNM 976, LNM 1007, Springer 1983): Xavier Fernique, Régularité de fonctions aléatoires non gaussiennes (S. 1–74), P. Warwick Millar, The minimax principle in asymptotic statistical theory (S. 75–265), Daniel W. Stroock, Some applications of stochastic calculus to partial differential equations (S. 267–382), M. Weber, Analyse infinitésimale de fonctions aléatoires (S. 383–465)
- 1982 (Nr. XII, LNM 1097, Springer, 1984), Richard Mansfield Dudley, A course on empirical processes (S. 1–142), Hiroshi Kunita, Stochastic differential equations and stochastic flows of diffeomorphisms (S. 143–303), François Ledrappier, Quelques propriétés des exposants caractéristiques (S. 305–396)
- 1983 (Nr. XIII, LNM 117, Springer 1985): David J. Aldous, Exchangeability and related topics (S. 1–198), Ildar Abdulowitsch Ibragimow, Théorèmes limites pour les marches aléatoires (S. 199–297), Jean Jacod, Théorèmes limite pour les processus (S. 298–409)
- 1984 (Nr. XIV, LNM 1180, Springer 1986): René Carmona, Random Schrödinger operators (S. 1–124), Harry Kesten, Aspects of first passage percolation (S. 125–264), John B. Walsh, An introduction to stochastic partial differential equations (S. 265–439)
- 1985 (Nr. XV): Pierre Cartier, Méthodes d'analyse non standard en probabilité, S. R. Srinivasa Varadhan, Large deviations and applications (LNM 1362, Springer 1988, S. 1–49), Persi Diaconis, Applications of noncommutative Fourier analysis to probability problems (LNM 1362, S. 51–100),
- 1986 (Nr. XVI), Ole Barndorff-Nielsen, Parametric statistical models and likelihood (Lecture Notes in Statistics 50, Springer 1988), Hans Föllmer, Random fields and diffusion processes (LNM 1362, Springer 1988, S. 101–203), George C. Papanicolaou, Waves in one-dimensional random media (LNM 1362, S. 205–275),
- 1987 (Nr. XVII): David Elworthy, Geometric aspects of diffusions on manifolds (LNM 1362, Springer 1988, S. 277–425), Edward Nelson, Stochastic mechanics and random fields (LNM 1362, S. 427–450), Laure Elie, Marches aléatoires et fonctions harmoniques.
- 1988 (Nr. XVIII, LNM 1427, Springer, 1990): Alano Ancona, Théorie du potentiel sur les graphes et les variétés (S. 1–112), Donald Geman, Random fields and inverse problems in imaging (S. 113–193), Nobuyuki Ikeda, Probabilistic methods in the study of asymptotics (S. 195–325)
- 1989 (Nr. XIX, LNM 1464, Springer, 1991): Donald Burkholder, Explorations in martingale theory and its applications (S. 1–66), Etienne Pardoux, Filtrage non linéaire et équations aux dérivées partielles stochastiques associées (S. 67–163), Alain-Sol Sznitman, Topics in propagation of chaos (S. 165–251).

### 1990 bis 1999
- 1990: Mark Iossifowitsch Freidlin, Semi-linear PDEs and limit theorems for large deviations (LNM 1527, Springer, 1992, S. 1–109), Jean-François Le Gall, Some properties of planar Brownian motion (LNM 1527, S. 111–235), David Donoho, Function estimation and the white noise model.
- 1991 (LNM 1541, Springer, 1993): Donald A. Dawson, Measure-valued Markov processes (S. 1–260), Bernard Maisonneuve, Processus de Markov: naissance, retournement, régénération (S. 261–292), Joel Spencer, Nine lectures on random graphs (S. 293–347)
- 1992 (LNM 1581, Springer, 1994): Dominique Bakry, L'hypercontractivité et son utilisation en théorie des semigroupes (S. 1–114), Richard D. Gill, Lectures on survival analysis (S. 115–241), Stanislaw Alexejewitsch Moltschanow, Lectures on random media (S. 242–411)
- 1993: Philippe Biane, Calcul stochastique non-commutatif (LNM 1608, Springer, 1995, S. 1–96), Rick Durrett, Ten lectures on particle systems (LNM 1608, S. 97–201), Richard M. Karp, Probabilistic algorithms in computer science.
- 1994 (LNM 1648, Springer, 1996): Roland Lwowitsch Dobruschin (Dobrushin), Perturbation methods of the theory of Gibbsian fields (S. 1–66), Piet Groeneboom, Lectures on inverse problems (S. 67–164), Michel Ledoux, Isoperimetry and Gaussian analysis (S. 165–294)
- 1995: Martin T. Barlow, Diffusions on fractals (LNM 1690, Springer, 1998, S. 1–121), David Nualart, Analysis on Wiener space and anticipating stochastic calculus (LNM 1690, S. 123–227), Gérard Ben Arous, Méthode de Laplace et grandes déviations.
- 1996 (LNM 1665, Springer, 1997), Evarist Giné, Decoupling and limit theorems for U-statistics and U-processes (S. 1–35), Evarist Giné, Lectures on some aspects of the bootstrap (S. 37–151), Geoffrey Grimmett, Percolation and disordered systems (S. 153–300), Laurent Saloff-Coste, Lectures on finite Markov chains (S. 301–413)
- 1997 (LNM 1717, Springer, 1999): Jean Bertoin, Subordinators: examples and applications (S. 1–91), Fabio Martinelli, Lectures on Glauber dynamics for discrete spin models (S. 93–191), Yuval Peres, Probability on trees: an introductory climb (S. 193–280)
- 1998 (LNM 1738, Springer, 2000): Michel Emery, Martingales continues dans les variétés différentiables. (S. 1–84), Arkadi Nemirovski, Topics in non-parametric statistics (S. 85–277), Dan Voiculescu, Lectures on free probability theory (S. 279–349)
- 1999 (LNM 1781, Springer, 2002): Erwin Bolthausen, Large deviations and Interacting Random Walks (S. 7–124), Edwin A. Perkins, Dawson-Watanabe superprocesses and Measured-valued Diffusions (S. 125–329), Aad van der Vaart, Semiparametric Statistics (S. 331–457)

### 2000 bis 2009
- 2000 (LNM 1816, Springer, 2003): Sergio Albeverio, Theory of Dirichlet forms and applications (S. 1–106), Walter Schachermayer, Introduction to the mathematics of financial markets (S. 107–179), Michel Talagrand, Mean field models for spin glasses: a first course (S. 181–285)
- 2001: Simon Tavaré, Ancestral inference in population genetics (LNM 1837, Springer 2004, S. 1–188), Ofer Zeitouni, Random walks in random environment (LNM 1837, S. 189–312), Olivier Catoni, Statistical learning theory and stochastic optimization (LNM 1851, Springer 2004),
- 2002: Boris Tsirelson, Scaling limit, noise, stability (LNM 1840, Springer 2004, S. 1–106), Wendelin Werner,[7] Random planar curves and Schramm-Loewner evolutions (LNM 1840, S. 107–195), Jim Pitman, Combinatorial stochastic processes (LNM 1875, Springer, 2006).
- 2003: Amir Dembo, Favorite points, cover times and fractals (LNM 1869, Springer 2005, S. 1–101), Tadahisa Funaki, Stochastic interface models (LNM 1869, S. 103–274), Pascal Massart, Concentration inequalities and model selection (LNM 1896, Springer 2007),
- 2004 Raphaël Cerf, The Wulff crystal in Ising and percolation models (LNM 1878, Springer, 2006), Gordon Slade, The lace expansion and its applications (LNM 1879, Springer, 2006), Terry Lyons, Michael J. Caruana und Thierry Lévy, Differential equations driven by rough paths (LNM 1908, Springer, 2007, Vortragender war Lyons).
- 2005 Ronald A. Doney, Fluctuation theory for Lévy processes (LNM 1897, Springer, 2007), Steven N. Evans, Probability and real trees (LNM 1920, Springer, 2008), Cédric Villani, Optimal transport, old and new (Grundlehren der mathematischen Wissenschaften, 338, Springer, 2009).
- 2006 Maury Bramson, Stability of queueing networks (LNM 1950, Springer 2008), Alice Guionnet, Large random matrices: Lectures on macroscopic asymptotics (LNM 1957, Springer, 2009).
- 2007 Frank den Hollander, Random polymers (LNM 1974, Springer 2009), Jérôme Buzzi, Hyperbolicity through entropies for dynamical systems, Jonathan Mattingly, Ergodicity of stochastic partial differential equations.
- 2008 Vladimir Koltchinskii, Oracle inequalities in empirical risk minimization and sparse recovery problems (LNM 2033, Springer 2011), Yves Le Jan, Markov paths, loops and fields (LNM 2026, Springer 2011),[8] Richard Kenyon, Dimers and random surfaces.
- 2009: Alison Etheridge, Some mathematical models from population genetics (LNM 2012, Springer 2011), Robert Adler, Jonathan Taylor, Topological complexity of smooth random functions (LNM 2019, Springer 2011)

### 2010 bis 2019
- 2010 (Nr. XL): Franco Flandoli, Random perturbation of PDEs and fluid dynamic models (LNM 2015, Springer 2011), Giambattista Giacomin, Disorder and critical phenomena through basic probability models (LNM 2025, Springer 2011), Takashi Kumagai, Random walks on disordered media and their scaling limits (LNM 2101).
- 2011: Itai Benjamini, Coarse geometry and randomness (LNM 2100), Emmanuel Candès, The power of convex relaxation: the surprising stories of compressed sensing and matrix completion, Gilles Schaeffer, Enumerative and bijective combinatorics for random walks, trees and planar maps.
- 2012: Jeremy Quastel, The KPZ equation and its universality class, Zhan Shi, Branching random walks (LNM 2151), Jeffrey E. Steif, Noise sensitivity and percolation.
- 2013 (Nr. XLIII): Krzysztof Burdzy, Brownian motion and its applications to mathematical analysis (LNM 2106), Andrea Montanari, Statistical mechanics on random graphs, Alexandre Tsybakov, Aggregation and high-dimensional statistics.
- 2014 Martin Hairer, Regularity structures, Grégory Miermont: Aspects of random maps
- 2015 Sourav Chatterjee: Large deviations for random graphs (LNM 2197), Sara van de Geer, Theory of high-dimensional statistics (LNM 2159), Lorenzo Zambotti, Random obstacle problems (LNM 2181)
- 2016 Paul Bourgade, Large random matrices, microscopic asymptotics, Francis Comets, Directed polymers in random environments (LNM 2175), Scott Sheffield, Jason P. Miller, Universal randomness in 2 D.
- 2017 Thierry Bodineau, Large scale dynamics of dilute gases, Remco van der Hofstad, Stochastic processes on random graphs, Gábor Lugosi, Elements of combinatorial statistics
- 2018 Hugo Duminil-Copin, Lattice spin models in low dimension, Asaf Nachmias, Planar maps, random walks and the circle packing problem,[9] Bálint Tóth, Scaling limit for random walks and diffusion with long memory
- 2019 Nicolas Curien: Random discrete surfaces, Elchanan Mossel, Probabilistic aspects of voting, intransitivity and manipulation, Philippe Rigollet: Statistical optimal transport.[10]

### 2020 bis 2029
- 2020 fand wegen der COVID-19-Pandemie nicht statt.
- 2021 fand wegen der COVID-19-Pandemie nicht statt.
- 2022 (Nr. L, also fünfzigste Sommerschule): Sylvie Méléard (École Polytechnique), The interplay between scales in mathematical modeling for ecology and evolution, Allan Sly (Princeton University), Random Constraint Satisfaction Problems, Ramon van Handel (Princeton University), Nonasymptotic random matrix theory
- 2023 Ismaël Castillo (Sorbonne Université), Bayesian nonparametric statistics, Ivan Corwin (Columbia University), Integrable probability and Gibbsian line ensembles, Felix Otto (Max-Planck-Institut Leipzig), Malliavin calculus and spectral gap in stochastic homogenization and regularity structures.